# Mardara albostriata
Mardara albostriata är en fjärilsart som beskrevs av George Francis Hampson 1893. Mardara albostriata ingår i släktet Mardara och familjen tofsspinnare. Inga underarter finns listade i Catalogue of Life.